# Площадь Ференца Листа (Братислава)
Площадь Ференца Листа (словац. Námestie Franza Liszta) — площадь в Братиславе, квартале Старый город.

## История
До августа 2012 года называлась Predstaničné námestie (Привокзальная площадь). На площади расположен Главный железнодорожный вокзал Братиславы.
Своё имя площадь получила в честь венгерского композитора Ференца Листа, концерты которого проходили в Братиславе, во Дворце Леопольда де Паули. Недалеко от нынешней площади в 1899 году находилась улица Ференца Листа (словац. Námestie Franza Liszta), теперь эта улица носит имя композитора Петра Ильича Чайковского. Изменение названия было одобрено городским муниципалитетом в июне 2012 года. Депутаты Старого города в ноябре 2011 года изменение одобрили. Внедрение поправки было запланировано на март 2012 года, однако официально смена названия произошла 1 августа 2012 года. К 3 сентября 2012 года Транспортным предприятием Братиславы была переименована и остановка общественного транспорта.